# آپاکسکو
آپاکسکو (به اسپانیایی: Apaxco) یک منطقهٔ مسکونی در مکزیک است که در ایالت مکزیک واقع شده‌است.
این شهر که با نام آپاسکو نیز شناخته می‌شود در حدود ۲۸۸ کیلومتری (۱۷۹ مایلی) شمال شرق شهر تولوکا قرار دارد.

## خصوصیات
آپاکسکو ۸۰٫۳۴ کیلومترمربع مساحت و ۲۷٬۵۲۱ نفر جمعیت دارد.